# MÁV 396
A Szatmár–Erdődi HÉV 1–2 pályaszámú mozdonyai keskenynyomtávú, három csatolt kerékpárú szertartályos gőzmozdonyok voltak.

## Története
A Szatmár–Erdődi HÉV 1899-ben két mozdonyt vásárolt a MÁV Gépgyár-tól, melyeket az év július 4-én 1 és 2 pályaszámokon állított üzembe. A mozdonyok vételára 25 600,– korona volt. A vasút üzemeltetését a MÁV 1906-ban átvette, ezért a mozdonyokat – bár továbbra is a HÉV tulajdonát képezték – az államvasút 1907-től változatlan pályaszámokon, a XXIa1 osztályjelzéssel kiegészítve tartotta nyilván. 1911-től a 396 sorozatjellel jelölték, pályaszámuk 396,001–002-re változott. Az elveszített első világháború után a vasút és járművei Romániába kerültek a CFR üzemeltetésébe. 1940 és 1944 között ismét magyar tulajdonban voltak korábbi pályaszámaikkal, majd visszakerültek Romániához. 
A 396.001-es mozdonyt 1947-ben, a 396.002-est 1968-ban selejtezték.

## Szerkezete
A mozdonyokat Hardy-rendszerű légűrfékkel, a személyszállító vonatok továbbításához gőzfűtéssel, az egyszerűbb vízvételezéshez ejektorberendezéssel, Nathan-rendszerű kenőkészülékkel, „amerikai” rendszerű szikrafogóval és kormányemeltyűvel látták el.